# 赫歇爾獎章
赫歇爾獎章（英語：Herschel Medal）是英國皇家天文學會授予觀測天文物理學獎項。該獎項以英國天文學家威廉·赫歇爾命名。

## 歷年得主
- 1974年 约翰·保罗·怀尔德
- 1977年 阿诺·彭齐亚斯 和 罗伯特·威尔逊
- 1980年 熱拉爾·佛科留斯
- 1983年 威廉·威爾遜·摩根
- 1986年 阿爾伯特·博格斯 和 羅伯特·威爾遜 (英國天文學家)
- 1989年 约瑟琳·贝尔·伯奈尔
- 1992年 安德魯·林恩
- 1995年 喬治·艾薩克
- 1998年 格里·诺伊格鲍尔
- 2001年 帕特裡克·賽迪斯
- 2004年 凱斯·霍恩
- 2006年 高文德·史瓦盧普
- 2008年 馬克斯·佩特尼
- 2010年 詹姆士·霍夫（英语：James Hough）
- 2012年 麥克·歐文
- 2013年 麥可·克萊默
- 2014年 赖因哈德·根策尔
- 2015年 史蒂芬·伊爾斯
- 2016年 詹姆斯·邓洛普（英语：James Dunlop）
- 2017年 西蒙·李里
- 2018年 Tom Marsh